# Arden Cho
Arden Cho (Amarillo, 16 agosto 1985) è un'attrice, modella e cantante statunitense.

## Biografia
Di origini coreane, Arden Cho ha passato la maggior parte della sua infanzia a Dallas e in seguito in Minnesota con suo fratello minore.
Ha frequentato la Apple Valley High School, dichiarando che i genitori le fecero fare diversi tipi di attività extrascolastiche, come sport, lezioni di danza, arti marziali, gare di spelling, disegno e lezioni di violoncello. È quando si iscrisse all'Università dell'Illinois - Urbana-Champaign, dove studia psicologia, che venne a contatto con le sue origini asiatiche. Lì frequentò le sue prime lezioni di teatro e sviluppò un interesse per la recitazione.
Nel 2004 è stata nominata Miss Corea Chicago, dandole così l'opportunità di partecipare al concorso di Miss Corea a Seul, Corea del Sud. Tuttavia questa si rivelò un'esperienza deludente, siccome veniva spinta a farsi una chirurgia plastica. Dopo essersi laureata nel 2007, trascorse l'estate dello stesso anno in Kenya in un viaggio umanitario di due mesi. Subito dopo il suo ritorno, si trasferì a Los Angeles, dove fece lavori occasionali, mentre cercava di perseguire la carriera di attrice. Cho è cristiana. Nell'aprile 2021, nel bel mezzo di un'escalation di razzismo anti-asiatico a causa della pandemia di COVID-19, Cho ha detto che stava portando a spasso il suo cane quando un uomo l'ha insultata e ha minacciato la sua vita. Prese il suo cane e corse via quando lui le si avvicinò. Inoltre, ha commentato che l'aumento di questi crimini d'odio ha innescato molti ricordi d'infanzia.

## Filmografia

### Attrice

#### Cinema
- Ti odio, ti lascio, ti... (The Break-Up), regia di Peyton Reed (2006)
- My First Crush, regia di Rocky Jo – cortometraggio (2008)
- Hoodrats 2: Hoodrat Warriors, regia di Edgar Arellano (2008)
- Spy Games – cortometraggio (2008)
- Layover, on the Shore, regia di Christopher Makoto Yogi – cortometraggio (2009)
- Forgotten, regia di Reuel Kim – cortometraggio (2009)
- The Grey Coat, regia di Bob Giraldi – cortometraggio (2010)
- Agents of Secret Stuff, regia di Wesley Chan – cortometraggio (2010)
- Walking the Halls, regia di Doug Campbell (2012)
- Mandevilla, regia di Andrew Oh – cortometraggio (2012)
- The Baytown Outlaws - I fuorilegge (The Baytown Outlaws), regia di Barry Battles (2012)
- Attacco al potere - Olympus Has Fallen (Olympus Has Fallen), regia di Antoine Fuqua (2013)
- Stuck, regia di Michael Berry (2016)
- The Honor List, regia di Elissa Down (2018)

#### Televisione
- Mad TV – serie TV, episodio 13x11 (2008)
- CSI: NY – serie TV, episodio 5x19 (2009)
- KTown Cowboys – serie web, 4 episodi (2010)
- Mega Python vs. Gatoroid, regia di Mary Lambert – film TV (2011)
- Pretty Little Liars – serie TV, episodio 1x20 (2011)
- Rizzoli & Isles – serie TV, episodio 2x08 (2011)
- Video Game High School – serie web, episodio 1x01 (2012)
- Teen Wolf – serie TV, 38 episodi (2014-2016)
- Castle – serie TV, episodio 6x18 (2014)
- Hawaii Five-0 – serie TV, episodio 5x17 (2015)
- Young Hollywood – serie TV, 1 episodio (2016)
- Tween Fest – serie TV, 6 episodi (2016)
- Freakish – serie TV, episodi 2x06-2x10 (2017)
- Miss 2059 – serie TV, 7 episodi (2017)
- Chicago Med – serie TV, 17 episodi (2018-2019)
- Partner Track - serie TV, 10 episodi (2022)
- Avatar - La leggenda di Aang (Avatar: The Last Airbender) – serie TV, 2 episodi (2024)

### Altro
- Appearance of Isabel Rosario Cooper, regia di Miljohn Ruperto, per la mostra "Isabel Rosario Cooper", Koenig & Clinton Gallery, New York (2014)

### Doppiatrice
- Tomb Raider – videogioco (2013)
- KPop Demon Hunters - film d'animazione (2025)

## Doppiatrici italiane
Nelle versioni in italiano delle opere in cui ha recitato, Arden Cho è stata doppiata da:
- Eleonora Reti in Teen Wolf, Partner Track
- Veronica Puccio in CSI: NY
- Valentina Perrella in Mega Python vs. Gatoroid
- Rachele Paolelli in Castle
- Mattea Serpelloni in Chicago Med
- Joy Saltarelli in Avatar - La leggenda di Aang
- Jenny De Cesarei in Tomb Raider [5]